# Turistická značená trasa 1812
 Turistická značená trasa 1812 je 9,5 km dlouhá modře značená krkonošská trasa Klubu českých turistů v okrese Trutnov spojující Pec pod Sněžkou a Černý Důl. Její převažující směr je jižní. Střední část trasy nachází na území Krkonošského národního parku.

## Průběh trasy
Trasa má svůj počátek v centru Pece pod Sněžkou, kde odbočuje z modře značené trasy 1813 ze Malé Úpy do Obřího sedla. Zároveň je tudy vedena zeleně značená trasu 4250 ze Spáleného Mlýna, na kterou přímo navazuje stejně značená trasa 4206 do Špindlerova Mlýna. Dále zdejším rozcestím prochází červeně značený Okruh Zeleným a Modrým dolem a přichází žlutě značená trasa 7215 od Husovy boudy, na kterou navazuje rovněž žlutě značená trasa 7213 k Lesní boudě.
Trasa vede nejprve jihozápadním směrem zástavbou Pece pod Sněžkou v souběhu s několika dalšími trasami, které postupně končí. Z prostoru místního skiareálu již trasa stoupá samostatně po asfaltové komunikaci přibližně jižním směrem k Husově boudě, kde vstupuje do krátkého souběhu se zde výchozí žlutě značenou trasou 7215 vracející se do Pece pod Sněžkou alternativním směrem. Trasa 1812 stoupá lesní cestou přes Luční potok do sedla Sokol, kde se kříží se zeleně značenou trasou 4208 z Velké Úpy k Dvorské boudě. Ze sedla trasa 1812 klesá lesní cestou k Hrnčířským Boudám, kde z ní odbočuje stejně značená trasa 1810 do Vrchlabí, prochází tudy červeně značená trasa 0407 z Černé hory k Chalupě na Rozcestí a je tu výchozí zeleně značená trasa 4207 do Špindlerova Mlýna. Trasa 1812 opouští Hrnčířské Boudy jihozápadním směrem prudkým klesáním po asfaltové komunikaci, míjí Cihlářskou boudu a u jejího soutoku se Stříbrným potokem vstupuje do údolí říčky Čisté. Asi 300 metrů pod soutokem se nachází rozcestí se zde končící žlutě značenou trasou 7216 přicházející sem z pod Kolínské boudy. Trasa 1812 klesá stále podél Čisté do Černého Dolu, kde na náměstí končí společně se žlutě značenou trasou 7211 přicházející sem z Černé hory, se kterou vede v závěru trasy v souběhu. Na trasu 7211 v Černém Dole navazuje stejně značená trasa 7210 na Liščí louku.

## Historie
Trasa 1812 dříve opouštěla Hrnčířské Boudy směrem k jihu lesní cestou a na asfaltovou komunikaci v údolí Čisté se napojovala až pod Cihlářskou boudou, kterou míjela.

## Turistické zajímavosti na trase
- Skiareál Pec pod Sněžkou
- Žižkova bouda
- Husova bouda
- Studánka v Černém dole
- Naučná stezka Berghaus